# Observatorul din Nisa

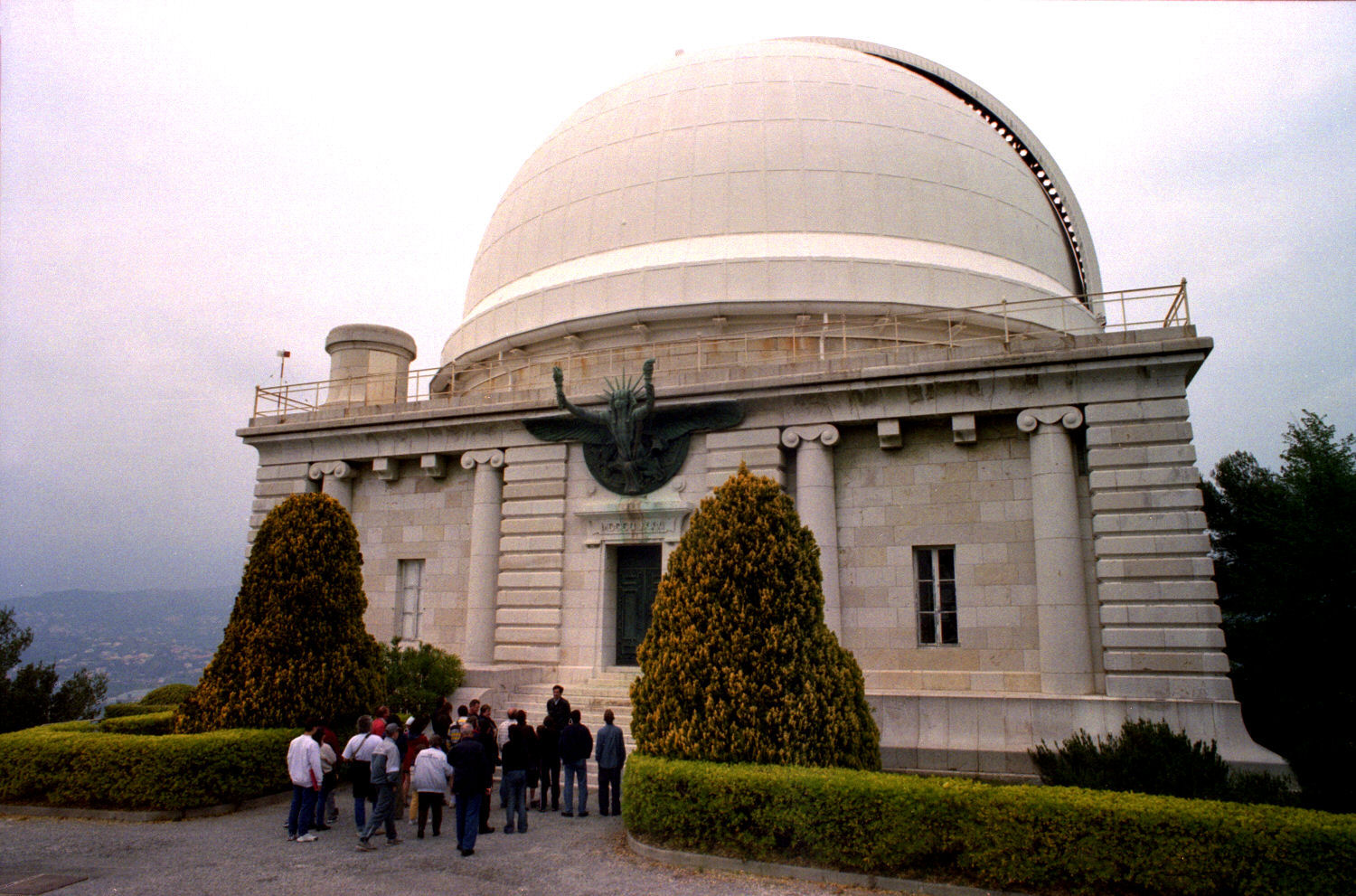
Cupola Bischoffsheim

Observatorul din Nisa este un observator astronomic situat la Nisa, pe vârful muntelui Gros, la 370 de metri altitudine și în inima unei păduri de treizeci și cinci de hectare. Costul construcției a fost în întregime în sarcina bancherului și filantropului Raphaël-Louis Bischoffsheim. Arhitectul Charles Garnier a conceput cele 15 clădiri originare. El a realizat baza cupolei celei mari, iar inginerul Gustave Eiffel a realizat cupola care adăpostește luneta principală. 

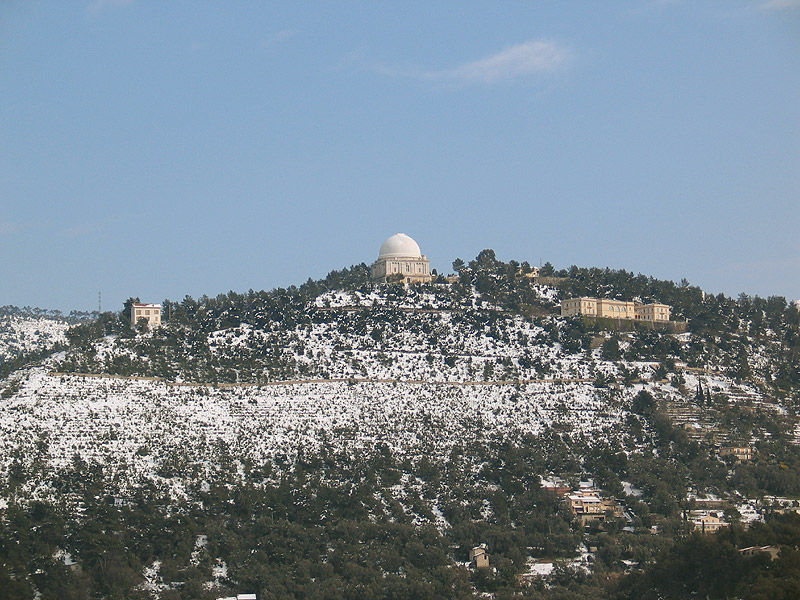
Situl Observatorului din Nisa

Din 2015 observatorul este condus de Thierry Lanz.

## Directori și personalități

### Directori
- Henri Perrotin: 1881-1904[1] (la moartea sa)
- Léon Bassot: 1904-1917[2]
- Gaston Fayet: 1917-1962[2][3] (demisie)
- Jean-Claude Pecker: 1962–1969[4]
- Philippe Delache: 1969–1972[5]
- Philippe Delache: 1975[5]
- Philippe Delache: 1989–1994[5]
- José Pacheco: 1994-1999
- Jacques Colin: 1999-2009
- Farrokh Vakili: 2009-2015
- Thierry Lanz: 2015 –

Sunt asociate de numele observatorului și alte personalități:
- Auguste Charlois
- Jean-Louis Heudier
- Joanny-Philippe Lagrula
- Marguerite Laugier
- Guy Reiss
- Alexandre Schaumasse
- Jean-Paul Zahn

## Instrumentul principal

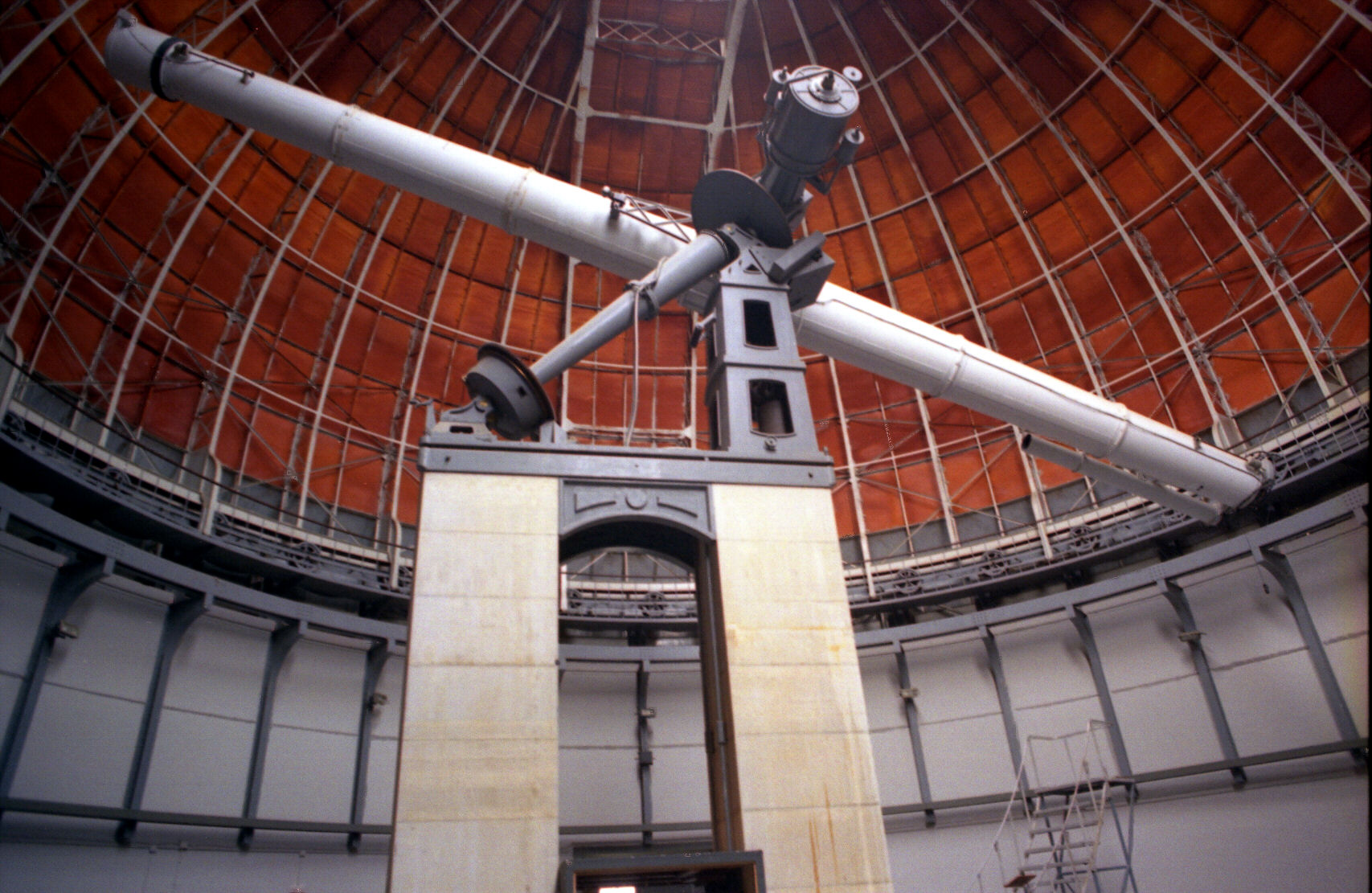
Marea lunetă a Observatorului din Nisa

Principalul instrument al Observatorului din Nisa este o lunetă astronomică care echipează Marele Ecuatorial, lungă de 18 metri, cu o lentilă (obiectiv) având diametrul de 76 cm. A fost pentru prima oară operațională în 1888 și era, la epoca respectivă, cea mai mare lunetă din lume. A fost „detronată” de luneta de la Observatorul Lick (California, S.U.A.), care dispune de o lentilă cu diametrul de 91 de centimetri (36 de țoli).